# Dánia az 1996. évi nyári olimpiai játékokon
Dánia az egyesült államokbeli Atlantában megrendezett 1996. évi nyári olimpiai játékok egyik részt vevő nemzete volt. Az országot az olimpián 14 sportágban 119 sportoló képviselte, akik összesen 6 érmet szereztek.

## Érmesek
| Érem  | Versenyző | Sportág      | Versenyszám                                |
| ----- | --- | ------------ | ------------------------------------------ |
| Arany | Niels Henriksen Thomas Poulsen Eskild Ebbesen Victor Feddersen | Evezés       | Férfi könnyűsúlyú kormányos nélküli négyes |
| Arany | Nemzeti válogatott Anja Andersen Camilla Andersen Heidi Astrup Tina Bøttzau Marianne Florman Conny Hamann Anja Byrial Hansen Anette Hoffmann-Møberg Tonje Kjærgaard Janne Kolling Susanne Munk Lauritsen Gitte Madsen Lene Rantala Gitte Sunesen Anne Dorthe Tanderup | Kézilabda    | Női                                        |
| Arany | Poul-Erik Høyer | Tollaslabda  | Férfi egyes                                |
| Arany | Kristine Roug | Vitorlázás   | Női europe                                 |
| Ezüst | Rolf Sørensen | Kerékpározás | Férfi egyéni mezőnyverseny                 |
| Bronz | Trine Hansen | Evezés       | Női egypárevezős                           |

## Atlétika
Férfi
| Versenyző       | Versenyszám     | Eredmény | Helyezés |
| --------------- | --------------- | -------- | -------- |
| Claus Jørgensen | 20 km gyaloglás | 1:25:28  | 28.*     |

| Versenyző    | Versenyszám   | Selejtező | Selejtező | Döntő    | Döntő    |
| Versenyző    | Versenyszám   | Eredmény  | Helyezés  | Eredmény | Helyezés |
| ------------ | ------------- | --------- | --------- | -------- | -------- |
| Martin Voss  | Rúdugrás      | 540 cm    | 26.       | kiesett  | kiesett  |
| Jan Bielecki | Kalapácsvetés | 69,40 m   | 31.       | kiesett  | kiesett  |

Női
| Versenyző         | Versenyszám | Előfutam | Előfutam | Előfutam | Elődöntő | Elődöntő | Elődöntő | Döntő         | Döntő         |
| Versenyző         | Versenyszám | Idő      | Hely.    | Össz.    | Idő      | Hely.    | Össz.    | Idő           | Helyezés      |
| ----------------- | ----------- | -------- | -------- | -------- | -------- | -------- | -------- | ------------- | ------------- |
| Nina Christiansen | 5000 m      | 15:56,38 | 10.      | 31.      | kiesett  | kiesett  | kiesett  | kiesett       | kiesett       |
| Gitte Karlshøj    | Maraton     |          |          |          |          |          |          | nem ért célba | nem ért célba |

| Versenyző                 | Versenyszám   | Selejtező             | Selejtező             | Döntő    | Döntő    |
| Versenyző                 | Versenyszám   | Eredmény              | Helyezés              | Eredmény | Helyezés |
| ------------------------- | ------------- | --------------------- | --------------------- | -------- | -------- |
| Renata Pytełewska-Nielsen | Távolugrás    | érvényes ugrás nélkül | érvényes ugrás nélkül | kiesett  | kiesett  |
| Jette Jeppesen            | Gerelyhajítás | 56,16 m               | 23.                   | kiesett  | kiesett  |

* - egy másik versenyzővel azonos eredményt ért el

## Evezés
Férfi
| Versenyző                                                      | Versenyszám                          | Előfutam | Előfutam | 1. vigaszág | 1. vigaszág | 2. vigaszág | 2. vigaszág | Elődöntő | Elődöntő | Elődöntő | Döntő | Döntő   | Döntő | Helyezés |
| Versenyző                                                      | Versenyszám                          | Idő      | Hely.    | Idő         | Hely.       | Idő         | Hely.       | Típus    | Idő      | Hely.    | Típus | Idő     | Hely. | Helyezés |
| -------------------------------------------------------------- | ------------------------------------ | -------- | -------- | ----------- | ----------- | ----------- | ----------- | -------- | -------- | -------- | ----- | ------- | ----- | -------- |
| Lars Christensen Martin Haldbo Hansen                          | Kétpárevezős                         | 6:48,75  | 1.       | erőnyerő    | erőnyerő    | erőnyerő    | erőnyerő    | A/B      | 6:37,10  | 3.       | A     | 6:24,77 | 4.    | 4.       |
| Niels Henriksen Thomas Poulsen Eskild Ebbesen Victor Feddersen | Könnyűsúlyú kormányos nélküli négyes | 6:20,13  | 1.       | erőnyerő    | erőnyerő    |             |             | A/B      | 6:13,21  | 1.       | A     | 6:09,58 | 1.    |          |

Női
| Versenyző                                                           | Versenyszám              | Előfutam | Előfutam | Vigaszág | Vigaszág | Elődöntő | Elődöntő | Elődöntő | Döntő | Döntő   | Döntő | Helyezés |
| Versenyző                                                           | Versenyszám              | Idő      | Hely.    | Idő      | Hely.    | Típus    | Idő      | Hely.    | Típus | Idő     | Hely. | Helyezés |
| ------------------------------------------------------------------- | ------------------------ | -------- | -------- | -------- | -------- | -------- | -------- | -------- | ----- | ------- | ----- | -------- |
| Trine Hansen                                                        | Egypárevezős             | 8:02,06  | 1.       | erőnyerő | erőnyerő | A/B      | 7:53,45  | 1.       | A     | 7:37,20 | 3.    |          |
| Inger Pors Olsen Ulla Werner Hansen Sarah Lauritzen Dorthe Pedersen | Négypárevezős            | 6:38,25  | 3.       | 6:15,45  | 1.       |          |          |          | A     | 6:30,92 | 4.    | 4.       |
| Berit Christoffersen Lene Andersson                                 | Könnyűsúlyú kétpárevezős | 7:36,47  | 2.       | 7:03,80  | 1.       | A/B      | 7:19,79  | 3.       | A     | 7:18,20 | 5.    | 5.       |

## Kajak-kenu

### Síkvízi
Férfi
| Versenyző                            | Versenyszám         | Előfutam | Előfutam | Előfutam | Vigaszág | Vigaszág | Vigaszág | Elődöntő | Elődöntő | Elődöntő | Döntő    | Döntő    |
| Versenyző                            | Versenyszám         | Idő      | Hely.    | Össz.    | Idő      | Hely.    | Össz.    | Idő      | Hely.    | Össz.    | Idő      | Helyezés |
| ------------------------------------ | ------------------- | -------- | -------- | -------- | -------- | -------- | -------- | -------- | -------- | -------- | -------- | -------- |
| Thor Nielsen Jesper Møllegaard Staal | Kajak kettes 500 m  | 1:32,641 | 4.       | 7.       | 1:36,419 | 1.       | 1.       | 1:30,659 | 5.       | 8.       | 1:30,753 | 9.       |
| Thor Nielsen Jesper Møllegaard Staal | Kajak kettes 1000 m | 3:41,640 | 2.       | 8.       | erőnyerő | erőnyerő | erőnyerő | 3:17,420 | 2.       | 2.       | 3:12,054 | 6.       |
| Christian Frederiksen                | Kenu egyes 500 m    | 1:55,056 | 4.       | 15.      |          |          |          | 1:52,174 | 3.       | 12.      | 1:52,846 | 6.       |
| Arne Nielsson                        | Kenu egyes 1000 m   | 4:30,258 | 5.       | 8.       |          |          |          | 4:14,573 | 3.       | 6.       | kiesett  | kiesett  |

## Kerékpározás

### Hegyi-kerékpározás
| Versenyző         | Versenyszám        | Idő                | Helyezés |
| ----------------- | ------------------ | ------------------ | -------- |
| Lennie Kristensen | Férfi terepverseny | 2:26:02 (+0:08:24) | 7.       |
| Jan Østergaard    | Férfi terepverseny | 2:34:30 (+0:16:52) | 18.      |

### Országúti kerékpározás
Férfi
| Versenyző           | Versenyszám   | Idő                | Helyezés |
| ------------------- | ------------- | ------------------ | -------- |
| Rolf Sørensen       | Mezőnyverseny | 4:53:56 (+0:00)    |          |
| Jesper Skibby       | Mezőnyverseny | 4:55:25 (+1:29)    | 11.      |
| Brian Holm Sørensen | Mezőnyverseny | 4:56:45 (+2:49)    | 40.      |
| Lars Michaelsen     | Mezőnyverseny | 4:56:45 (+2:49)    | 42.      |
| Bjarne Riis         | Mezőnyverseny | 4:56:51 (+2:55)    | 87.      |
| Bjarne Riis         | Időfutam      | 1:07:47 (+0:03:42) | 14.      |

### Pálya-kerékpározás
Üldözőversenyek
| Versenyző                                                        | Versenyszám  | Selejtező | Selejtező | Negyeddöntő  | Negyeddöntő | Elődöntő     | Elődöntő  | Döntő        | Döntő     | Helyezés |
| Versenyző                                                        | Versenyszám  | Idő       | Hely.     | Ellenfél Idő | Saját idő   | Ellenfél Idő | Saját idő | Ellenfél Idő | Saját idő | Helyezés |
| ---------------------------------------------------------------- | ------------ | --------- | --------- | ------------ | ----------- | ------------ | --------- | ------------ | --------- | -------- |
| Frederik Bertelsen Jimmi Madsen Michael Steen Nielsen Jakob Piil | Férfi csapat | 4:18,000  | 13.       | kiesett      | kiesett     | kiesett      | kiesett   | kiesett      | kiesett   | kiesett  |

Pontversenyek
| Név             | Versenyszám       | Pont | Körhátrány | Helyezés |
| --------------- | ----------------- | ---- | ---------- | -------- |
| Jan Bo Petersen | Férfi pontverseny | 7    | -2         | 18.      |

## Kézilabda

### Női
| Dán női kézilabdacsapat-játékoskeret | Dán női kézilabdacsapat-játékoskeret                                                                                            |
| --- | --- |
| - Anja Andersen - Camilla Andersen - Heidi Astrup - Tina Bøttzau - Marianne Florman - Conny Hamann - Anja Byrial Hansen - Anette Hoffmann-Møberg | - Tonje Kjærgaard - Janne Kolling - Susanne Munk Lauritsen - Gitte Madsen - Lene Rantala - Gitte Sunesen - Anne Dorthe Tanderup |

#### Eredmények
Csoportkör
A csoport
| Csapat                 | M | Gy | D | V | G+ | G– | Gk  | P |
| ---------------------- | - | -- | - | - | -- | -- | --- | - |
| Dánia (DEN)            | 3 | 3  | 0 | 0 | 89 | 62 | +27 | 6 |
| Magyarország (HUN)     | 3 | 2  | 0 | 1 | 81 | 70 | +11 | 4 |
| Kína (CHN)             | 3 | 1  | 0 | 2 | 71 | 83 | –12 | 2 |
| Egyesült Államok (USA) | 3 | 0  | 0 | 3 | 64 | 90 | –26 | 0 |

| 1996. július 26. 14:30 | Dánia (DEN)   | 29–19  | Egyesült Államok (USA) | Játékvezetők: Peter Brussel, Anton van Dongen (NED) |
| 1996. július 26. 14:30 | A. Andersen 8 | (13–9) | Hires 8                | Játékvezetők: Peter Brussel, Anton van Dongen (NED) |
| 1996. július 26. 14:30 |               |        |                        | Játékvezetők: Peter Brussel, Anton van Dongen (NED) |

| 1996. július 28. 12:00 | Kína (CHN)         | 21–33  | Dánia (DEN) | Játékvezetők: Michel Moelle Mabounda, Daniel Mvoula (CGO) |
| 1996. július 28. 12:00 | Si Vej (Shi Wei) 6 | (9–19) | Madsen 7    | Játékvezetők: Michel Moelle Mabounda, Daniel Mvoula (CGO) |
| 1996. július 28. 12:00 |                    |        |             | Játékvezetők: Michel Moelle Mabounda, Daniel Mvoula (CGO) |

| 1996. július 30. 10:00 | Magyarország (HUN) | 22–27   | Dánia (DEN)   | Játékvezetők: Silvino Gallego Santos, Victor Lamas Perez (ESP) |
| 1996. július 30. 10:00 | Mátéfi 7           | (12–14) | C. Andersen 7 | Játékvezetők: Silvino Gallego Santos, Victor Lamas Perez (ESP) |
| 1996. július 30. 10:00 |                    |         |               | Játékvezetők: Silvino Gallego Santos, Victor Lamas Perez (ESP) |

Elődöntő
| 1996. augusztus 1. 11:45 | Dánia (DEN)   | 23–19  | Norvégia (NOR)  | Játékvezetők: Hans Thomas, Jürgen Thomas (GER) |
| 1996. augusztus 1. 11:45 | A. Andersen 9 | (12–6) | Larsen, Grini 4 | Játékvezetők: Hans Thomas, Jürgen Thomas (GER) |
| 1996. augusztus 1. 11:45 |               |        |                 | Játékvezetők: Hans Thomas, Jürgen Thomas (GER) |

Döntő
| 1996. augusztus 3. 17:15 | Dánia (DEN)    | 37–33 (h. u.)         | Dél-Korea (KOR)            | Játékvezetők: Hans Thomas, Jürgen Thomas (GER) |
| 1996. augusztus 3. 17:15 | A. Andersen 11 | (13–17, 29–29, 31–31) | Im Ogjong (Im O-gyeong) 15 | Játékvezetők: Hans Thomas, Jürgen Thomas (GER) |
| 1996. augusztus 3. 17:15 |                |                       |                            | Játékvezetők: Hans Thomas, Jürgen Thomas (GER) |

| Csapat      | Helyezés |
| ----------- | -------- |
| Dánia (DEN) |          |

## Labdarúgás

### Női
| Dán női labdarúgócsapat-játékoskeret                                                                                                   | Dán női labdarúgócsapat-játékoskeret                                                                      |
| --- | --- |
| - Dorthe Larsen - Annette Laursen - Bonny Madsen - Kamma Flæng - Rikke Holm - Christina Petersen - Birgit Christensen - Lisbet Kolding | - Helle Jensen - Gitte Krogh - Lene Madsen - Lene Terp - Anne Nielsen - Merete Pedersen - Christina Bonde |

#### Eredmények
Csoportkör
E csoport
| Csapat                 | M | Gy | D | V | Rg | Kg | Gk | P |
| ---------------------- | - | -- | - | - | -- | -- | -- | - |
| Kína (CHN)             | 3 | 2  | 1 | 0 | 7  | 1  | +6 | 7 |
| Egyesült Államok (USA) | 3 | 2  | 1 | 0 | 5  | 1  | +4 | 7 |
| Svédország (SWE)       | 3 | 1  | 0 | 2 | 4  | 5  | –1 | 3 |
| Dánia (DEN)            | 3 | 0  | 0 | 3 | 2  | 11 | –9 | 0 |

| 1996. július 21. 16:00 |

| Egyesült Államok (USA)              | 3–0               | Dánia (DEN) |
| ----------------------------------- | ----------------- | ----------- |
| Venturini 37' Hamm 41' Milbrett 49' | (2–0) Jegyzőkönyv |             |

| Citrus Bowl, Orlando Nézőszám: 25 303 Játékvezető: Cláudia Vasconcelos (brazil) |

| 1996. július 23. 18:00 |

| Dánia (DEN) | 1–5               | Kína (CHN) |
| ----------- | ----------------- | --- |
| Madsen 55'  | (0–4) Jegyzőkönyv | Si Kuj-hung (Shi Guihong) 10' Liu Aj-ling (Liu Ailing) 15' Szun Csing-mej (Sun Qingmei) 29' 59' Fan Jün-csie (Fan Yunjie) 36' |

| Orange Bowl, Miami Nézőszám: 34 871 Játékvezető: Benito Archundia (mexikói) |

| 1996. július 25. 18:30 |

| Dánia (DEN) | 1–3               | Svédország (SWE)              |
| ----------- | ----------------- | ----------------------------- |
| Jensen 90'  | (0–0) Jegyzőkönyv | Swedberg 62' 68' Videkull 76' |

| Citrus Bowl, Orlando Nézőszám: 17 020 Játékvezető: Cláudia Vasconcelos (brazil) |

| Csapat      | Helyezés |
| ----------- | -------- |
| Dánia (DEN) | 8.       |

## Lovaglás
Díjlovaglás
| Versenyző     | Ló                | Versenyszám | 1. kör | 1. kör | 2. kör | 2. kör | 3. kör  | 3. kör  | Végeredmény | Végeredmény |
| Versenyző     | Ló                | Versenyszám | Pont   | Hely.  | Pont   | Hely.  | Pont    | Hely.   | Pont        | Helyezés    |
| ------------- | ----------------- | ----------- | ------ | ------ | ------ | ------ | ------- | ------- | ----------- | ----------- |
| Lars Petersen | Uffe Korshøjgaard | Egyéni      | 68,20  | 12.    | 68,74  | 13.    | 70,88   | 11.     | 207,82      | 12.         |
| Finn Hansen   | Bergerac          | Egyéni      | 65,44  | 25.    | 65,63  | 21.    | kiesett | kiesett | 131,07      | 22.         |

Lovastusa
| Versenyző      | Ló       | Versenyszám | Díjlovaglás | Díjlovaglás | Tereplovaglás | Tereplovaglás | Tereplovaglás | Díjugratás | Díjugratás | Végeredmény | Végeredmény |
| Versenyző      | Ló       | Versenyszám | Bünt.       | Hely.       | Bünt.         | Össz.         | Hely.         | Bünt.      | Hely.      | Bünt.       | Helyezés    |
| -------------- | -------- | ----------- | ----------- | ----------- | ------------- | ------------- | ------------- | ---------- | ---------- | ----------- | ----------- |
| Nils Haagensen | Troupier | Egyéni      | 54,60       | 19.         | nem ért célba | nem ért célba | nem ért célba | kiesett    | kiesett    | kiesett     | kiesett     |

## Ökölvívás
| Versenyző      | Versenyszám | Selejtező                    | Nyolcaddöntő                   | Negyeddöntő                | Elődöntő          | Döntő             | Helyezés |
| Versenyző      | Versenyszám | Ellenfél Eredmény            | Ellenfél Eredmény              | Ellenfél Eredmény          | Ellenfél Eredmény | Ellenfél Eredmény | Helyezés |
| -------------- | ----------- | ---------------------------- | ------------------------------ | -------------------------- | ----------------- | ----------------- | -------- |
| Hasan Al       | Váltósúly   | Rogelio Martínez (DOM) · RSC | Szerhij Dzinziruk (UKR) · 10–4 | Marian Simion (ROU) · 8–16 | kiesett           | kiesett           | 5.       |
| Brian Johansen | Középsúly   | Dilshod Yarbekov (UZB) · RSC | kiesett                        | kiesett                    | kiesett           | kiesett           | 17.      |

RSC - a mérkőzésvezető megállította a mérkőzést

## Sportlövészet
Férfi
| Versenyző           | Versenyszám           | Selejtező | Selejtező | Döntő   | Döntő    |
| Versenyző           | Versenyszám           | Pont      | Helyezés  | Pont    | Helyezés |
| ------------------- | --------------------- | --------- | --------- | ------- | -------- |
| Anders Lau          | Gyorstüzelő pisztoly  | 578       | 20.       | kiesett | kiesett  |
| Torben Grimmel      | Sportpuska, fekvő     | 590       | 39.**     | kiesett | kiesett  |
| Jens Harskov Loczi  | Sportpuska, fekvő     | 593       | 26.***    | kiesett | kiesett  |
| Jens Harskov Loczi  | Sportpuska, összetett | 1158      | 28.***    | kiesett | kiesett  |
| Keld Hansen         | Trap                  | 117       | 37.****   | kiesett | kiesett  |
| Ole Riber Rasmussen | Skeet                 | 122       | 4.**      | 147     | 4.*      |

Női
| Versenyző          | Versenyszám           | Selejtező | Selejtező | Döntő   | Döntő    |
| Versenyző          | Versenyszám           | Pont      | Helyezés  | Pont    | Helyezés |
| ------------------ | --------------------- | --------- | --------- | ------- | -------- |
| Majbritt Hjortshøj | Légpisztoly           | 376       | 23.***    | kiesett | kiesett  |
| Susanne Meyerhoff  | Légpisztoly           | 379       | 15.***    | kiesett | kiesett  |
| Susanne Meyerhoff  | Sportpisztoly         | 564       | 34.       | kiesett | kiesett  |
| Anni Bissø         | Légpuska              | 387       | 31.****   | kiesett | kiesett  |
| Anni Bissø         | Sportpuska, összetett | 574       | 22.***    | kiesett | kiesett  |

* - egy másik versenyzővel azonos eredményt ért el, szétlövés 2. lett, így a 4. helyen zárt

** - két másik versenyzővel azonos eredményt ért el

*** - három másik versenyzővel azonos eredményt ért el

**** - négy másik versenyzővel azonos eredményt ért el

## Tenisz
Férfi
| Versenyző                           | Versenyszám | 64-es főtábla                       | 32-es főtábla                                                    | Nyolcaddöntő                             | Negyeddöntő       | Elődöntő          | Bronz- mérkőzés   | Döntő             | Helyezés |
| Versenyző                           | Versenyszám | Ellenfél Eredmény                   | Ellenfél Eredmény                                                | Ellenfél Eredmény                        | Ellenfél Eredmény | Ellenfél Eredmény | Ellenfél Eredmény | Ellenfél Eredmény | Helyezés |
| ----------------------------------- | ----------- | ----------------------------------- | ---------------------------------------------------------------- | ---------------------------------------- | ----------------- | ----------------- | ----------------- | ----------------- | -------- |
| Kenneth Carlsen                     | Egyes       | Mark Knowles (BAH) · 7–5, 6–3       | Jason Stoltenberg (AUS) · 2–6, 6–3, 3–6                          | MaliVai Washington (USA) · 7–6, 0–6, 2–6 | kiesett           | kiesett           | kiesett           | kiesett           | 9.       |
| Frederik Fetterlein                 | Egyes       | Jacco Eltingh (NED) · 6–4, 4–6, 8–6 | Marc Rosset (SUI) · 6–7, 5–7                                     | kiesett                                  | kiesett           | kiesett           | kiesett           | kiesett           | 17.      |
| Kenneth Carlsen Frederik Fetterlein | Páros       |                                     | Ecuador (ECU) · Pablo Campana · Nicolás Lapentti · 4–6, 6–3, 3–6 | kiesett                                  | kiesett           | kiesett           | kiesett           | kiesett           | 17.      |

## Tollaslabda
| Versenyző                              | Versenyszám  | Selejtező                            | 32-es főtábla                                                                                    | Nyolcaddöntő                                                                                        | Negyeddöntő                                                                        | Elődöntő                                  | Döntő                                                     | Helyezés |
| Versenyző                              | Versenyszám  | Ellenfél Eredmény                    | Ellenfél Eredmény                                                                                | Ellenfél Eredmény                                                                                   | Ellenfél Eredmény                                                                  | Ellenfél Eredmény                         | Ellenfél Eredmény                                         | Helyezés |
| -------------------------------------- | ------------ | ------------------------------------ | ------------------------------------------------------------------------------------------------ | --------------------------------------------------------------------------------------------------- | ---------------------------------------------------------------------------------- | ----------------------------------------- | --------------------------------------------------------- | -------- |
| Poul-Erik Høyer Larsen                 | Férfi egyes  | erőnyerő                             | Vladiszlav Druzscsenko (UKR) · 15–7, 15–6                                                        | Ong Ewe Hock (MAS) · 17–14, 15–9                                                                    | Alan Budikusuma (INA) · 15–5, 15–9                                                 | Hariyanto Arbi (INA) · 15–11, 15–6        | Dong Jiong (CHN) · 15–12, 15–10                           |          |
| Thomas Stuer-Lauridsen                 | Férfi egyes  | Kayode Akinsanya (NGR) · 15–2, 15–2  | Hannes Fuchs (AUT) · 15–2, 15–5                                                                  | Dong Jiong (CHN) · 6–15, 15–18                                                                      | kiesett                                                                            | kiesett                                   | kiesett                                                   | 9.       |
| Henrik Svarrer Michael Søgaard         | Férfi páros  |                                      | Dél-Korea (KOR) · Kim Dongmun (Kim Dong-mun) · Ju Jongszong (Yu Yong-seong) · 15–11, 5–15, 18–15 | Indonézia (INA) · Rexy Mainaky · Ricky Subagja · 10–15, 7–15                                        | kiesett                                                                            | kiesett                                   | kiesett                                                   | 9.       |
| Christian Jakobsen Jens Eriksen        | Férfi páros  |                                      | Kanada (CAN) · Darryl Yung · Jaimie Dawson · 15–10, 17–14                                        | Indonézia (INA) · Antonius Budi Ariantho · Denny Kantono · 8–15, 12–15                              | kiesett                                                                            | kiesett                                   | kiesett                                                   | 9.       |
| Jon Holst-Christensen Thomas Lund      | Férfi páros  |                                      | erőnyerő                                                                                         | Dél-Korea (KOR) · Ha Thegvon (Ha Tae-gwon) · Kang Gjondzsin (Gang Gyeong-jin) · 11–15, 17–14, 11–15 | kiesett                                                                            | kiesett                                   | kiesett                                                   | 9.       |
| Camilla Martin                         | Női egyes    | erőnyerő                             | Rhona Robertson (NZL) · 11–2, 11–2                                                               | Huang Chia-Chi (TPE) · 12–11, 11–9                                                                  | Mia Audina (INA) · 6–11, 11–8, 5–11                                                | kiesett                                   | kiesett                                                   | 5.       |
| Anne Søndergaard                       | Női egyes    | Diana Koleva (BUL) · mérkőzés nélkül | Yuliani Sentoso (INA) · 1–11, 3–11                                                               | kiesett                                                                                             | kiesett                                                                            | kiesett                                   | kiesett                                                   | 17.      |
| Helene Kirkegaard Rikke Olsen          | Női páros    |                                      | erőnyerő                                                                                         | Dél-Korea (KOR) · Kim Mihjang (Kim Mi-Hyang) · Kim Sinjong (Kim Sin-Yeong) · 15–8, 15–8             | Kína (CHN) · Chen Ying · Peng Xinyong · 15–6, 8–15, 15–5                           | Kína (CHN) · Ge Fei · Gu Jun · 8–15, 2–15 | Kína (CHN) · Qin Yiyuan · Tang Yongshu · 15–7, 4–15, 8–15 | 4.       |
| Lisbet Stuer-Lauridsen Marlene Thomsen | Női páros    |                                      | Egyesült Államok (USA) · Erika Von Heiland · Linda French · 15–4, 15–1                           | Dél-Korea (KOR) · Cong Dzsehi (Jeong Jae-hui) · Pak Szujon (Park Su-yeon) · 15–8, 13–15, 15–9       | Kína (CHN) · Qin Yiyuan · Tang Yongshu · 8–15, 3–15                                | kiesett                                   | kiesett                                                   | 5.       |
| Ann Jørgensen Lotte Olsen              | Női páros    |                                      | Oroszország (RUS) · Marina Jakuseva · Jelena Ribkina · 15–13, 15–10                              | Nagy-Britannia (GBR) · Joanne Wright-Goode · Julie Bradbury · 15–4, 15–5                            | Dél-Korea (KOR) · Kil Jonga (Gir Yeong-a) · Csang Hjeok (Jang Hye-ok) · 9–15, 9–15 | kiesett                                   | kiesett                                                   | 5.       |
| Rikke Olsen Michael Søgaard            | Vegyes páros |                                      | Ukrajna (UKR) · Viktorija Jevtusenko · Vladiszlav Druzscsenko · 15–5, 15–5                       | Hollandia (NED) · Erica van den Heuvel · Ron Michels · 15–4, 15–6                                   | Kína (CHN) · Peng Xinyong · Chen Xingdong · 17–16, 6–15, 5–15                      | kiesett                                   | kiesett                                                   | 5.       |
| Helene Kirkegaard Jens Eriksen         | Vegyes páros |                                      | Mauritius (MRI) · Martine de Souza · Stephan Beeharry · 15–6, 15–8                               | Indonézia (INA) · Rosalina Riseu · Flandy Limpele · 15–10, 9–15, 9–15                               | kiesett                                                                            | kiesett                                   | kiesett                                                   | 9.       |
| Lotte Olsen Christian Jakobsen         | Vegyes páros |                                      | Nigéria (NGR) · Obigeli Olorunsola · Kayode Akinsanya · 15–1, 15–2                               | Kína (CHN) · Wang Xiaoyuan · Tao Xiaoqiang · 10–15, 15–6, 15–18                                     | kiesett                                                                            | kiesett                                   | kiesett                                                   | 9.       |

## Úszás
Férfi
| Versenyző        | Versenyszám  | Előfutam | Előfutam | Előfutam | Döntő   | Döntő   | Döntő   | Helyezés |
| Versenyző        | Versenyszám  | Idő      | Hely.    | Össz.    | Típus   | Idő     | Hely.   | Helyezés |
| ---------------- | ------------ | -------- | -------- | -------- | ------- | ------- | ------- | -------- |
| Jacob Carstensen | 200 m gyors  | 1:50,79  | 5.       | 16.      | B       | 1:50,54 | 6.      | 14.      |
| Jacob Carstensen | 400 m gyors  | 3:52,62  | 3.       | 8.       | A       | 3:54,45 | 8.      | 8.       |
| Jacob Carstensen | 1500 m gyors | 15:43,75 | 3.       | 23.      | kiesett | kiesett | kiesett | kiesett  |

Női
| Versenyző                                                     | Versenyszám          | Előfutam | Előfutam | Előfutam | Döntő   | Döntő   | Döntő   | Helyezés |
| Versenyző                                                     | Versenyszám          | Idő      | Hely.    | Össz.    | Típus   | Idő     | Hely.   | Helyezés |
| ------------------------------------------------------------- | -------------------- | -------- | -------- | -------- | ------- | ------- | ------- | -------- |
| Mette Nørskov Nielsen                                         | 50 m gyors           | 26,50    | 7.       | 28.      | kiesett | kiesett | kiesett | kiesett  |
| Mette Jacobsen                                                | 100 m gyors          | 56,06    | 3.       | 7.       | A       | 56,01   | 7.      | 7.       |
| Mette Jacobsen                                                | 100 m hát            | 1:03,14  | 4.       | 11.      | kiesett | kiesett | kiesett | kiesett  |
| Mette Jacobsen                                                | 200 m hát            | 2:16,68  | 6.       | 17.      | kiesett | kiesett | kiesett | kiesett  |
| Mette Jacobsen                                                | 100 m pillangó       | 1:00,91  | 3.       | 8.       | A       | 1:00,76 | 8.      | 8.       |
| Mia Muusfeldt                                                 | 200 m gyors          | 2:07,29  | 8.       | 36.      | kiesett | kiesett | kiesett | kiesett  |
| Britt Raaby                                                   | 400 m gyors          | 4:21,46  | 2.       | 25.      | kiesett | kiesett | kiesett | kiesett  |
| Sophia Skou                                                   | 100 m pillangó       | 1:01,25  | 4.       | 11.      | B       | 1:00,95 | 3.      | 11.      |
| Sophia Skou                                                   | 200 m pillangó       | 2:13,59  | 5.       | 12.      | B       | 2:12,41 | 1.      | 9.       |
| Britta Vestergaard                                            | 200 m vegyes         | 2:18,35  | 5.       | 18.      | B       | 2:17,95 | 6.      | 14.      |
| Britta Vestergaard                                            | 400 m vegyes         | 4:55,03  | 7.       | 20.      | kiesett | kiesett | kiesett | kiesett  |
| Karen Egdal Mette Jacobsen Ditte Jensen Mette Nørskov Nielsen | 4 × 100 m gyorsváltó | 3:48,93  | 4.       | 13.      | kiesett | kiesett | kiesett | kiesett  |
| Ditte Jensen Berit Puggaard Britt Raaby Britta Vestergaard    | 4 × 200 m gyorsváltó | 8:16,32  | 5.       | 13.      | kiesett | kiesett | kiesett | kiesett  |

## Vitorlázás
Férfi
| Versenyző                     | Versenyszám     | Futam | Futam | Futam | Futam | Futam    | Futam | Futam | Futam    | Futam | Futam | Pontszám | Helyezés |
| Versenyző                     | Versenyszám     | 1     | 2     | 3     | 4     | 5        | 6     | 7     | 8        | 9     | 10    | Pontszám | Helyezés |
| ----------------------------- | --------------- | ----- | ----- | ----- | ----- | -------- | ----- | ----- | -------- | ----- | ----- | -------- | -------- |
| Morten Egeblad Christoffersen | Szörfvitorlázás | (22)  | 20    | 17    | 15    | (47 PMS) | 8     | 15    | 19       | 7     |       | 101,0    | 17.      |
| Bjørn Westergaard             | Finn dingi      | 12    | 16    | (25)  | 8     | 23       | 14    | 4     | (32 PMS) | 22    | 23    | 122,0    | 21.      |

Női
| Versenyző                         | Versenyszám    | Futam | Futam | Futam | Futam | Futam | Futam | Futam | Futam | Futam | Futam | Futam | Pontszám | Helyezés |
| Versenyző                         | Versenyszám    | 1     | 2     | 3     | 4     | 5     | 6     | 7     | 8     | 9     | 10    | 11    | Pontszám | Helyezés |
| --------------------------------- | -------------- | ----- | ----- | ----- | ----- | ----- | ----- | ----- | ----- | ----- | ----- | ----- | -------- | -------- |
| Kristine Roug                     | Europe         | 2     | 1     | 3     | 2     | 1     | 2     | (8)   | 1     | (8)   | 7     | 5     | 24,0     |          |
| Susanne Ward Michaëla Ward-Meehan | 470-es osztály | 6     | 3     | (15)  | 2     | 14    | 2     | 4     | 12    | (18)  | 7     | 6     | 56,0     | 6.       |

Nyílt
| Versenyző                        | Versenyszám | Futam | Futam | Futam | Futam | Futam | Futam | Futam | Futam | Futam | Futam | Futam | Pontszám | Helyezés |
| Versenyző                        | Versenyszám | 1     | 2     | 3     | 4     | 5     | 6     | 7     | 8     | 9     | 10    | 11    | Pontszám | Helyezés |
| -------------------------------- | ----------- | ----- | ----- | ----- | ----- | ----- | ----- | ----- | ----- | ----- | ----- | ----- | -------- | -------- |
| Jens Eckardt                     | Laser       | (31)  | 16    | 17    | 11    | 7     | 8     | 26    | 17    | 13    | 27    | (57*) | 142,0    | 17.      |
| Michael Hestbæk Martin Hejlsberg | Csillaghajó | 7     | 9     | 8     | 2     | (12)  | 10    | 6     | 10    | 12    | (13)  |       | 64,0     | 9.       |

* - nem ért célba
| Versenyző                                            | Versenyszám | Futam | Futam | Futam | Futam | Futam | Futam | Futam | Futam | Futam | Futam | Futam | Futam | Negyeddöntő                                                                | Elődöntő          | Döntő             | Helyezés |
| Versenyző                                            | Versenyszám | 1     | 2     | 3     | 4     | 5     | 6     | 7     | 8     | 9     | 10    | Pont  | Hely. | Ellenfél Eredmény                                                          | Ellenfél Eredmény | Ellenfél Eredmény | Helyezés |
| ---------------------------------------------------- | ----------- | ----- | ----- | ----- | ----- | ----- | ----- | ----- | ----- | ----- | ----- | ----- | ----- | -------------------------------------------------------------------------- | ----------------- | ----------------- | -------- |
| Stig Westergaard Jan Eli Andersen Jens Bojsen-Møller | Soling      | 15    | 6     | 3     | 16    | (23)  | 2     | 11    | (23)  | 4     | 1     | 58    | 6.    | Nagy-Britannia (GBR) · Andy Beadsworth · Barry Parkin · Adrian Stead · 2–3 | kiesett           | kiesett           | 6.       |

## Vívás
Női
| Versenyző     | Versenyszám       | Selejtező                           | 32-es főtábla                  | Nyolcaddöntő      | Negyeddöntő       | Elődöntő          | Bronz- mérkőzés   | Döntő             | Helyezés |
| Versenyző     | Versenyszám       | Ellenfél Eredmény                   | Ellenfél Eredmény              | Ellenfél Eredmény | Ellenfél Eredmény | Ellenfél Eredmény | Ellenfél Eredmény | Ellenfél Eredmény | Helyezés |
| ------------- | ----------------- | ----------------------------------- | ------------------------------ | ----------------- | ----------------- | ----------------- | ----------------- | ----------------- | -------- |
| Eva Fjellerup | Párbajtőr, egyéni | Rosa María Castillejo (ESP) · 15–13 | Oksana Yermakova (EST) · 14–15 | kiesett           | kiesett           | kiesett           | kiesett           | kiesett           | 32.      |